# クロセタン
クロセタン(Crocetane)または2,6,11,15-テトラメチルヘキサデカン(2,6,11,15-tetramethylhexadecane)は、イソプレノイドに分類される炭化水素である。異性体のフィタンとは異なり、クロセタンはイソプレノイド骨格の同じ端同士が結合している。クロセタンは、現代の堆積物や地質学的記録からバイオマーカーとして検出されており、しばしば嫌気性メタン酸化に関連している。

## 研究
クロセタンは、1920年代末から1930年代初頭に、クロセチンの構造同定のために研究され始めた。1950年に赤外線スペクトル、1968年に質量分析スペクトル、1990年代に1H NMR及び13C NMRスペクトルが報告された。1994年、Liangqiao Bianはカテガット海峡の無酸素堆積物からクロセタンの強い13Cの喪失を報告した。このような低い13C含有量は、微生物が常に13Cを含まない生物由来メタンを炭素源として利用するためであると考えられている。後年、いくつかのグループがメタン湧出帯付近の堆積物で似た状況を観察した。クロセタンは、メタン資化性古細菌と硫酸還元菌からなる嫌気性メタン酸化共同体の存在する環境で見つかった。これらの作用により、クロセタンは嫌気性メタン資化の最初の生体マーカーとなった。
2009年、Erchin Maslenらは、カナダ西部堆積盆地のデボン紀の堆積物及び原油からクロセタンを検出した。彼らは、このクロセタンの天然の前駆体は、緑色硫黄細菌由来のイソレニエラテンとパラレニエラテンであると主張した。これは、クロセタンが有光層のユーキシニアとも関連しうることを示している。

## 分析
構造的な類似性のため、クロセタンはしばしばフィタンとともに溶離し、同定は難しい。部分的な分離には、特殊なガスクロマトグラフィーが用いられる。例えば、Volker Thielらは、水素をキャリアガスとして、スクアレンの25mキャピラリーカラムを用いる。
同様の理由で、クロセタンとフィタンの質量分析スペクトルも、クロセタンが強いm/z=183フラグメントを持たないこと以外は非常に類似している。クロセタンを同定するためには、質量分析器をイオンモニタリングモードにし、m/z=113, 169, 183, 197, 282をモニターする。Paul GreenwoodとRoger Summonsは2003年にガスクロマトグラフィータンデム質量分析(GC MS-MS)を用いてm/z 196→127/126及び168→126の娘イオンを測定し、フィタンからクロセタンを区別したと報告している。